# Австрийско-черногорские отношения
Австрийско-черногорские отношения — двусторонние дипломатические отношения между Австрией и Черногорией. Государства являются членами Совета Европы. Также Черногория является кандидатом на вступление в Европейский союз, а Австрия — членом этой организации.

## История
Австро-Венгрия и Черногория были врагами в Первой мировой войне. Черногория смогла захватить в плен несколько австро-венгров, но в 1916 Черногория капитулировала и они были освобождены. Австро-Венгрия также захватила в плен несколько черногорцев.
Австрия признала независимость Черногория 12 июня 2006 года. 10 июня 2009 года в Подгорице было подписано соглашение между Австрией и Черногорией о научно-техническом сотрудничестве. 1 июня 2010 года в Подгорице было подписано соглашение между Австрией и Черногорией о социальном обеспечении. 16 июня 2014 года в Вене было подписано соглашение между Австрией и Черногорией об избежании двойного налогообложения в области налогов на доходы и имущество. 19 февраля 2015 года в Подгорице было подписано соглашение между Австрией и Черногорией об осуществлении Конвенции о сотрудничестве полиции в Юго-Восточной Европе. Сегодня, Австрия — один из самых главных инвесторов в Черногории.

## Экономические отношения
На 2020 год черногорский экспорт в Австрию составил сумму в более чем 3 млн долларов США. А черногорский импорт из Австрии составил сумму в 42.38 млн долларов США.

## Дипломатические представительства
- Австрия имеет посольство в Подгорице[5].
- Австрия имеет почётное консульство в Будве[6].
- Черногория имеет посольство в Вене[6].
- Черногория имеет почётное консульство в Инсбруке[6].